# Eriocephalus purpureus
Eriocephalus purpureus là một loài thực vật có hoa trong họ Cúc. Loài này được Burch. mô tả khoa học đầu tiên năm 1822.